# ネガティブ・キャンペーン
ネガティブ・キャンペーン（英語: Negative campaigning）とは、誹謗中傷により対立候補者をおとしめる選挙戦術の一つ。日本語での略称はネガキャン。
選挙に限らず、特定の人物・団体を貶めて別の人物・団体に利益をもたらす行為を指すようにもなった。

## 概要
相手の政策上の欠点や人格上の問題点を批判して信頼を失わせる選挙戦術のこと。また、マスメディアにより人物や組織などに対してあら探しをして攻撃される行為もネガティブ・キャンペーンと呼ばれる。根拠の無い中傷である場合もあるが、事実を基にした歪曲もネガティブ・キャンペーンの範疇に含まれ、相手の信用を失わせることで、自分を相対的に高めることを目的としている。
この他、あえて自分にとって不利になる話題を取り上げて、自分への注目を集める行為もネガティブ・キャンペーンと呼ばれることがある。これはたとえ悪いことでも話題を作り、世間に存在を認めてもらうことを目的としている。
ネガティブ・キャンペーンは、環境に即した形で効果的に行えば、大きな成果をあげることができる。アメリカ合衆国大統領選挙では、ネガティブ・キャンペーンの成果についていくつもの事例がある（事例については、以下の#ネガティブ・キャンペーンの例を参照）。
しかし効果的に行わないと、成果があがらないばかりでなく、逆に不利益を被ることがある。例えば、2000年の大統領選挙における共和党の予備選挙で、一時台風の目となったジョン・マケインの例がある。マケインは予備選挙の口火となるニューハンプシャー州で、本命ブッシュに圧勝すると、さらに「ブッシュはクリントンのように嘘つきだ」というネガティブCMを流すことで、予備選挙の流れを決定づけようと試みた。しかし民主党出身大統領クリントンの名前を使ったことが共和党員の反発を呼び、マケインはこれをきっかけに失速していくことになり、一方ブッシュも「マケインには黒い肌の隠し子がいる（パキスタン人の養子の事実を歪曲）」、「妻は薬物中毒（傷病によるもの）」と悪質なキャンペーンを行っていた。
このような失敗を防ぐため、環境が見極められない場合はネガティブ・キャンペーンを控える選択肢もあり得る。2008年アメリカ合衆国大統領選挙では、民主党におけるバラク・オバマとヒラリー・クリントンとの選挙戦では、ネガティブ・キャンペーンは有権者へどのような影響を与えるかが読み切れず（「もう誹謗中傷合戦にはうんざりしている」「若年層は特に嫌う傾向がある」等）、過去の大統領選と比べると遙かに穏当な実施状況となったという報道があった。

## ネガティブ・キャンペーンの例
前述の事例や以下の記述は例示のためであり、特定の人物や勢力がネガティブ・キャンペーンを行う傾向があることを示すものではない。誰某がネガティブ・キャンペーンの使い手であると示唆することもネガティブ・キャンペーンとなり得ることに注意。

### アメリカ合衆国

#### 汚いひなぎく
「汚いひなぎく」は、1964年のアメリカ大統領選挙で使われた有名なCMである。
この時の選挙は、民主党の現職のリンドン・ジョンソン、対する共和党はバリー・ゴールドウォーターによる争いだった。ゴールドウォーターは過激な言動で知られる政治家であり、「ベトナムを焼き払うためには、核兵器の使用もためらってはならない」とまで発言したことがあった。そのため、ゴールドウォーターが大統領になったら核戦争が始まるのではないかという危惧を抱く有権者も多かった。そこで、ゴールドウォーター陣営は「あなたも心の底では、彼が正しいと思っているはずです」等といったテレビCMを放送するなどの戦術で、ゴールドウォーターのイメージアップに成功していた。
これに対応を迫られたジョンソン陣営が放ったのが、「汚いひなぎく」と呼ばれたテレビCMであった。このCMは、アメリカ時間9月7日の夜、一度だけ放映された。当時のアメリカ国民にとっては、キューバ危機の記憶もまだ生々しい頃であり、暗に「ゴールドウォーター氏が大統領になると核戦争が起こる」とでも言いたげなこのCMは、国民の心に強い印象を残した。
CMの放映を受け、ゴールドウォーター陣営は直ちに抗議をするも、CMでは「ゴールドウォーター」の名前は一切登場してなかったため、CMの放送中止はかなわなかった。また、放映が一度きりであり、たまたま見ることができた人も細部まで正確に覚えていたわけではなかったが、それにも拘わらずCMは大きな反響を巻き起こし、その後人々は何かとこのCMを話題にした。その過程で、さまざまな解釈や尾ひれが加えられたことが、さらにジョンソンに利した。
もちろん放映直後からホワイトハウスには抗議の電話が殺到したが、その多さからジョンソン陣営はCMが有権者にもたらした影響の大きさを知った。ジョンソンが「どういうことなのか?」と聞くと、担当者は「あなたの言いたいことが有権者に伝わったということです」と答え、ジョンソンは非常に満足したという。
結果、大統領選挙の一般投票において、ジョンソンが獲得した票は61.1%。ゴールドウォーターの38.5%に、実に22.6ポイントもの差をつけて圧勝した。

### 日本

#### 国政選挙
- 1973年12月、自民党は、サンケイ新聞（現：産経新聞）紙上に「前略　日本共産党殿　はっきりさせてください。」と題する意見広告を掲載した。これは日本共産党が翌年の参議院議員選挙に向けて公表していた「民主連合政府綱領」と「日本共産党綱領」との間に矛盾があるとするものであった。共産党側はサンケイ新聞に対して無料での反論掲載を求めたが拒否されたため、民事訴訟に発展した（最高裁で共産党側の敗訴が確定）。

- 1983年（昭和58年）に実施された衆議院議員総選挙の公示日前に、東京2区で石原慎太郎陣営と対立していた自民党候補新井将敬の選挙ポスターに、石原の第一秘書が「'66年北朝鮮より帰化」というシール3千枚を貼って回り、器物損壊罪で現行犯逮捕された[4]

- 1993年（平成5年）に非自民・非共産連立政権の細川内閣が成立するにあたり、直前に行われた第40回衆議院議員総選挙の選挙報道でテレビ朝日が反自民政権を作る手助けをするための偏向報道を行っていたことが明らかになり、後にテレビ朝日が放送法違反を問われるという事態にまで発展した。

- 2007年（平成19年）民主党は、第21回参議院議員通常選挙前に年金記録問題が発生した際にはビラでは「あなたの年金は大丈夫？」「年金をネコババされたい人は自民党」などのビラを撒き、「年金とりもどし隊」と名付けた寸劇付きの全国キャラバンを用意して自民党に対するネガティブキャンペーンによる攻撃をおこなった[5]。
- 2006年 - 2007年 安倍晋三政権誕生から第21回参議院議員通常選挙、安倍首相辞任にかけて当時の安倍晋三政権に対して主に朝日新聞がネガティブ・キャンペーンを用いた。安倍政権の誕生時の朝日新聞社説「不安いっぱいの船出」に始まり、安倍首相が第168回国会の所信表明演説直後に辞任した時には、"責任を放棄した"の意で「アベする」が流行していると報道したが、逆に"捏造する"の意で「アサヒる」の語が新語としてネット上を中心に広まった[6]。
- 2008年 - 2009年 麻生太郎政権誕生から第45回衆議院議員総選挙にかけて麻生太郎政権に対して「漢字が読めない」「バー通いをしている」などの政治とは無関係なところまで攻撃する大手マスコミによるネガティブ・キャンペーンが行われた[7][8][9][10][11]。
- 2009年（平成21年）8月30日実施の第45回衆議院議員総選挙において、民主党に対する劣勢を伝えられた自民党は、「民主党が政権を獲ったら労働組合に日本が破壊される」「日教組に（以下同文）」などと民主党へのネガティブキャンペーンを強化した[注 1][12]。このような自民党によるネガティブ・キャンペーンに対して、民主党側は「政権政党であった自民党もここまで地に落ちたか」などと批判した[13]。また、自民党と連立を組んでいた公明党ではテレビコマーシャルを取りやめ「永田町学院小学校」と題する寸劇仕立てのインターネットCMをYouTubeの公式チャンネルで配信していた[14]。このCMもネガティブキャンペーンと指摘されている[15]。
- インターネットを利用した選挙運動が解禁された第23回参議院議員通常選挙において、宮城県選挙区にみんなの党公認で立候補した和田政宗の陣営は、対立候補の岡崎トミ子が韓国の反日デモに参加していたことや、所属する民主党の政策などを批判する動画を配信し、これらが「ネガティブキャンペーン」と報道された[16]。
- また同選挙において、東京都選挙区に無所属で立候補した山本太郎の陣営は、公示直後の世論調査で民主党現職の鈴木寛元文部科学副大臣と当落線上で争っていると報じられて以降、選挙戦において鈴木の文部科学副大臣在職中に発生した福島第一原子力発電所事故の対応（子供の被曝許容量の引き上げ、SPEEDIのデータ隠しなど）を追及。山本も鈴木を名指しした上で「引きずり下ろしてでも、僕が上がる」と批判。鈴木はこれらの批判に対して詳細な資料を用いて反論したものの、選挙戦中に一般人女性に暴行され怪我を負い、その際に声明を発表。鈴木はこの声明で名指しを避けたものの山本陣営がデマと誹謗中傷を行っていると主張したが、「事件を利用して他陣営を攻撃」とかえって批判を浴び、鈴木はこの選挙で山本や自民党現職で比例区から鞍替えした武見敬三に次ぐ6位（次点）で落選。これも「ネガティブキャンペーン」と報道されたものの、鈴木が落選した背景には、直前の2013年東京都議会議員選挙での民主党の大敗を受けて党執行部が公認を鈴木に一本化するため同じ選挙区で改選を迎える大河原雅子に公示2日前に公認を与えず不出馬を要請したものの、大河原が反発して無所属で出馬し菅直人や小川敏夫らが支援したため分裂選挙に至ってしまった事情もあった[17]。

#### 地方選挙
- 2007年の統一地方選挙において、公明党新潟県連が「公明党の統一選重点政策」という欄のトピックスという所に、「北朝鮮を地上の楽園と大賛美したのは共産党。拉致問題では言い逃れをした」[注 2]などとネガティブキャンペーンを展開したが、公明党自身も1972年に議員団が訪朝した際、北朝鮮の金日成国家主席と共同声明を行い、（北朝鮮が）主体思想（チュチェ思想）を指針として、社会主義建設で大きな進歩をとげた事を取り上げている[18]。
- 2008年大阪府知事選挙において自民党府連推薦・公明党府本部支持の橋下徹に対して、民主党・社民党推薦の熊谷貞俊陣営は、「こんな人を知事にしていいんですか？」とする批判ビラ300万枚を新聞の折り込みなどで大阪府内に撒き、また日本共産党推薦の梅田章二陣営は橋下、熊谷を「大型開発などで府政を行き詰まらせた、オール与党の推薦候補」と批判するビラ約400万枚を撒いた[19]。
- 2020年京都市長選挙において共産党、れいわ新選組推薦の福山和人に対して、公明、自民府連、立憲民主府連、国民民主府連、社民府連推薦の門川大作を支援する「未来の京都をつくる会」が地元紙の京都新聞に「大切な京都に共産党の市長は『NO』」というメッセージを添えた広告を掲載した[20][21]。
- 2023年のさいたま市議会議員選挙に立憲民主党から立候補を表明した元タレントの永井里菜に対し、さいたま市議会で一部の議員から「性を売りにしていた者が議員になるのはおかしい」とする請願が出され（否決）、請願には「永井がアダルトDVDに出た」という内容も書かれた。同じ内容のチラシが永井の立候補予定の選挙区に全戸配布された。永井はこうした誹謗中傷を受けつつも当選した[22]。

#### その他
- 1999年（平成11年）に浅香光代の野村沙知代批判から始まったサッチー騒動も、大半の疑惑が事実かどうか確認できない不確定なものであったにもかかわらず、それらが事実であるかのように連日報じられた。さらに、騒動勃発当時は沙知代の夫・野村克也が阪神タイガースの監督に就任して間もない時期であったことに加え、騒動の発端となった浅香光代が大の読売ジャイアンツファンであったこと、そして巨人の兄弟会社である日本テレビが他局よりも大々的に報道したため、この騒動自体が読売グループ主導によるネガティブ・キャンペーンであると批判した著名人やメディア（毎日新聞社など）も多くいた[注 3]。

### オリンピック
オリンピック招致において立候補都市が他の競合都市のイメージを損なう発言をすることについて、国際オリンピック委員会はオリンピック招致活動規則の第14条で禁止している。

#### 韓国による対日ネガティブキャンペーン
2020年の夏季オリンピック開催地の決定に向けて日本が候補となった際に、韓国ではディスカウントジャパンとして「放射能がいっぱいで、危ない国・日本」のキャンペーンが行われた。
開催地決定直前の2013年9月、韓国政府は福島第一原子力発電所の汚染水問題を理由に、福島県、宮城県などは汚染地域であるとして、日本からの水産物の全面禁輸措置を取った。これは日本でのオリンピック招致を妨害しようとする工作であり、日本が落選するためのネガティブキャンペーンの一環であるとの見方がなされた。